# Need for Speed: Most Wanted
|  | Per a altres significats, vegeu «Need for Speed: Most Wanted (videojoc del 2012)». |

Need for Speed: Most Wanted (NFS:MW) és un videojoc de curses multiplataforma, desenvolupat per EA Black Box i primer llançat per Electronic Arts als Estats Units el 15 de novembre del 2005. Aquest videojoc és part de la saga Need for Speed. Les carreres es desenvolupen només de dia. Aquest Need for Speed es caracteritza per la Blacklist, on cal anar pujant en la llista per a aconseguir bonificacions i fins i tot cotxes dels rivals. L'1 de juny de 2012, un reinici del joc, també anomenat Need for Speed: Most Wanted, va ser anunciat per l'estudi de desenvolupament britànic Criterion Games.

## Cotxes
La següent és la llista dels cotxes que apareixen en el joc, fins i tot els de Black Edition.
- Aston Martin DB9
- Audi A3 3.2 quattro
- Audi A4 3.2 FSI quattro
- Audi TT 3.2 quattro
- BMW M3 GTR (E46)
- Cadillac CTS
- Chevrolet Camaro SS (model 1967)
- Chevrolet Corvette C6
- Chevrolet Corvette C6R
- Chevrolet Cobalt SS
- Dodge Viper SRT-10
- Fiat Punto (Mark 3)
- Ford GT
- Ford Mustang GT (S-197)
- Lamborghini Gallardo
- Lamborghini Murciélago
- Lexus IS 300
- Lotus Elise (Series 2)
- Mazda RX-7
- Mazda RX-8
- Mercedes-Benz CLK 500
- Mercedes-Benz CLS55 AMG
- Mercedes-Benz SL 500
- Mercedes-Benz SL65 AMG
- Mercedes-Benz SLR McLaren
- Mitsubishi Eclipse GT (2006/model de quarta generació)
- Mitsubishi Lancer Evolution VIII
- Pontiac GTO (2005 model)
- Porsche 911 Carrera S (Type 997)
- Porsche 911 GT2
- Porsche 911 GT3
- Porsche 911 Turbo S (Type 996)
- Porsche Carrera GT
- Porsche Cayman S
- Renault Clio V6 (Clio II facelift)
- Subaru Impreza WRX STi (GD)
- Toyota Supra (Mk IV)
- Vauxhall Monaro VXR
- Volkswagen Golf GTI (Mk V)